# Djursholm
Djursholm is een stadsdeel binnen de gemeente Danderyd in de provincie Stockholms län in Zweden. Het is tevens de plaats waar het gemeentebestuur zetelt.